# ۲۰۰۲ (فیلم)
«۲۰۰۲» (انگلیسی: 2002) فیلمی در ژانر اکشن و علمی–تخیلی است که در سال ۲۰۰۱ منتشر شد. از بازیگران آن می‌توان به نیکلاس تسه اشاره کرد.